# Phaea janzeni
Phaea janzeni es una especie de escarabajo longicornio del género Phaea, tribu Tetraopini, subfamilia Lamiinae. Fue descrita científicamente por Chemsak en 2000.

## Descripción
Mide 8-14 milímetros de longitud.

## Distribución
Se distribuye por Costa Rica, Honduras, Nicaragua y Panamá.